# بافل بوبوفيتش
بافل رومانوفيتش بوبوفيتش (بالأوكرانية: Павло Романович Попович) هو رائد فضاء أوكراني سوفيتي ولد في يوم 5 أكتوبر 1930 في بلدة أوزين في كييف أوبلاست في الاتحاد السوفيتي، هو رابع رائد فضاء سوفيتي يصل إلى الفضاء. عمل في البداية مع القوات الجوية السوفيتية، في عام 1968 اختير في مهمة سويوز 2 بعد وفاة رائد الفضاء فلاديمير كوماروف وفي سنة 1974 تم اختياره لمهمة سويوز 14 ونال لقب العقاب الذهبي. في سنة 1977 أصبح يعلم في الأبحاث التقنية إلى أن توفي في يوم 29 سبتمبر 2009 في غورزوف في القرم في أوكرانيا.

## روابط خارجية
- بافل بوبوفيتش على موقع الموسوعة البريطانية (الإنجليزية)
- بافل بوبوفيتش على موقع مونزينجر (الألمانية)
- بافل بوبوفيتش على موقع ديسكوغز (الإنجليزية)